# HMS Bentinck (K314)
«Бентінк» (англ. HMS Bentinck (K314) — військовий корабель, фрегат типу «Кептен» підтипу «Евартс» Королівського військово-морського флоту Великої Британії за часів Другої світової війни.

## Історія створення
Фрегат «Бентінк» був закладений 29 червня 1942 року на верфі американської компанії Бетлегем стіл корпорейшн у Гінгемі, як ескортний міноносець типу «Баклі». 3 лютого 1943 року він був спущений на воду, а 19 травня 1943 року переданий до Королівських ВМС Великої Британії, де увійшов до бойового складу флоту.

## Історія служби
1-2 вересня фрегат разом з кораблями «Амарантус», «Ванквішер», «Фейм», «Старлінг», «Вайлд Гус» і «Кайт» взяв участь у протичовнових навчанням в ірландському Лох-Фойл, де роль противника зіграли ПЧ H33, H50, H28.
26 січня 1945 року британські кораблі «Айлмер», «Бентінк» і «Кальдер» тараном і глибинними бомбами затопили німецький підводний човен U-1051 біля острову Мен, котрий щойно торпедою уразив британський фрегат типу «Кептен» «Маннерс». Всі 47 членів німецького екіпажу загинули.
8 квітня «Бентінк» разом з «Кальдером» затопив глибинними бомбами U-774 південно-західніше Ірландії.
21 квітня «Бентінк» у взаємодії з «Базлі» і «Друрі» потопив третій підводний човен противника U-636.